# War Rock
War Rock (kor.: 워록) – gra z gatunku FPS, wyprodukowana przez południowokoreańską firmę Dream Execution, która udostępnia innym firmom licencję na jej wykorzystanie. Gra oferuje możliwość przeprowadzania batalii na współczesnym polu bitwy wyspecjalizowanymi jednostkami piechoty. Gracz ma również szeroki arsenał różnego rodzaju broni do wykorzystania począwszy od pojazdów mechanicznych poprzez helikoptery, samoloty skończywszy na łodziach.
Obecnie dostępne jest sześć edycji gry:
- międzynarodowa – bezpłatna wersja (częściowo)
- koreańska – gracz za darmo może tworzyć pokoje na wszystkich mapach. Dostępne jest więcej rodzajów broni, a wszystkie można kupić będąc na pierwszym poziomie doświadczenia. (do rejestracji wymagany KSSN i SMS)
- japońska – wersja zbliżona do wersji międzynarodowej lecz posiada więcej sprzętu (PX, Bronie) i jest prawie całkowicie darmowa (poza przedmiotami PX)
- filipińska – wersja dla regionu Filipin.
- indonezyjska
- tajwańska - najnowsza wersja gry. W tej wersji jest mało map i mało broni w sklepie. Prawie wszystkie bronie są za dinary a pozostałe za walutę nazwaną Cash również za tę walutę można kupić PXy.